# ノイリー・プラット

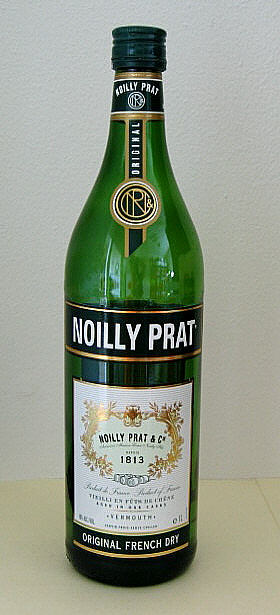
Bottle Noilly Prat

ノイリー・プラット(Noilly Prat, フランス語ではノワイイ･プラット)とは、フランス南部のエロー県にあるマルセイラン(Marseillan)で生まれたドライ・ベルモットである。
混成酒の1種ではあるが、通常リキュールには分類されない酒。
1813年、植物学者ジョゼフ・ノワイイ(Joseph Noilly)によって作られた。
ドライ・ベルモットあるいはフレンチ・ベルモットと呼ばれる無色のベルモットの元祖である。
なお、赤いノイリープラットと琥珀色のノイリープラットは後年のものであり、あまり知られていない。
ノイリー・プラットのアルコール度数は18%である。

## 歴史
樽中に保管されたワインは、自然にその特性が変化することが知られていた。
長距離輸送中に樽の中のワインは色が濃く香りが深くなる。
この自然な変化を模倣し、1813年ジョゼフ・ノワイイはフランスで最初のベルモット製造方法を確立した。
1855年に、ジョゼフの息子ルイ・ノワイイ(Louis Noilly)と養子クロディウス・プラット(Claudius Prat)はマルセイランに ノイリー・プラット社を設立しベルモットの販売を開始した。
1971年，ノイリー・プラット社はマルティーニ・エ・ロッシ社に買収され、現在はブランド名となっている。

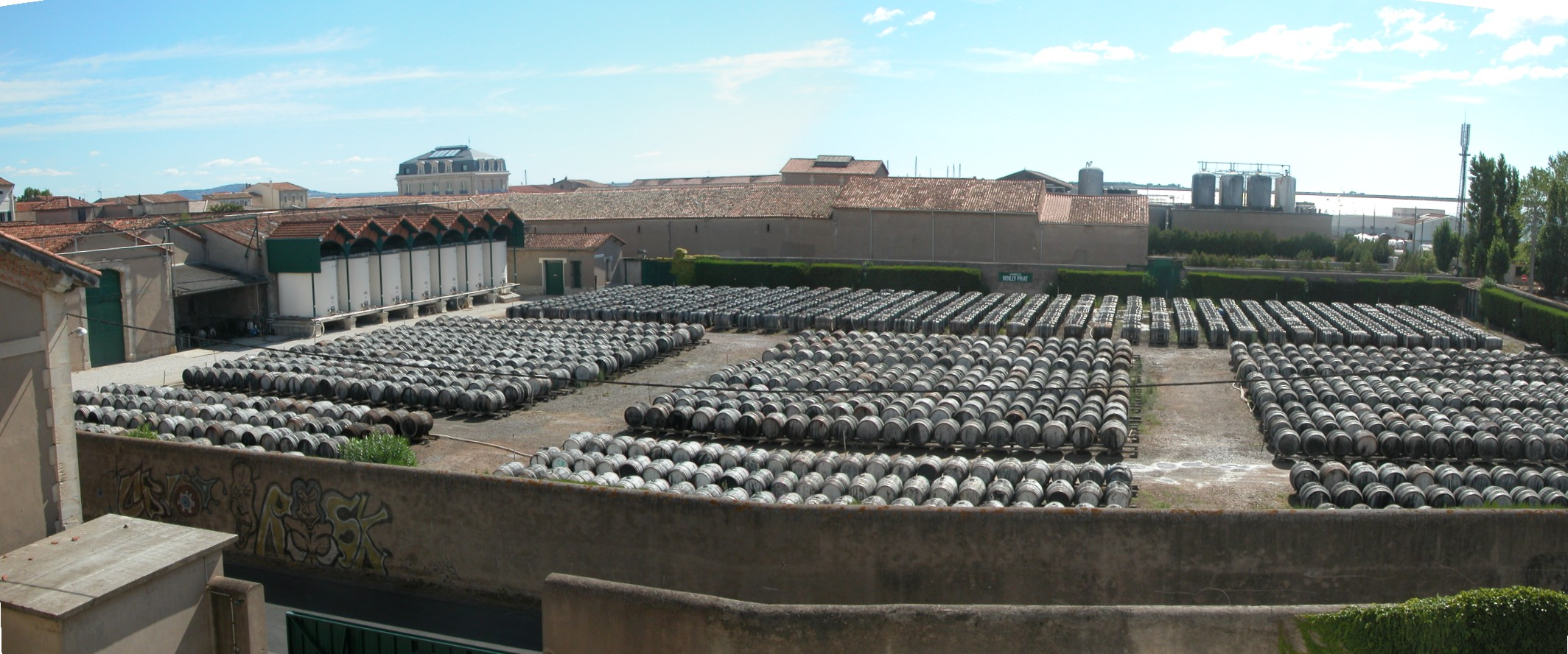
マルセイランにあるノイリー・プラットの工場

## 製造工程
製造方法は1850年代から基本的に変わっていない。
ノイリー・プラットの原料はマルセイランで栽培された、ピクプール・ド・ピネ種とクレレット種の白ブドウに限定されている。
これらを特製の貯蔵庫中の大きなカナディアンオーク樽で熟成させることで軽くフルーティなワインができる。
8か月間樽中で熟成させることで、ワインを熟成させ木のフレーバーを吸収させた後、より小さなオーク樽（バレル）へ移し屋外で一年間保管する。
太陽の熱、海風、そして冬の低温にさらされることでワインはゆっくりと変化する。
その結果、ワインはドライで重厚なコクが生まれ、またその色はマディラ・ワインやシェリー (ワイン)に似た琥珀色に変化する。
1年間の屋外での保管中に、容量の6%～8%が蒸発する。なお、この蒸発した分は、天使の分け前（Angel's share）と呼ばれる。
その後再び屋内で数か月保管した後、オーク樽（カスク）に移し替える。
その際、まろやかにするため少量のミステル（ブドウ果汁と蒸留酒）と、フレーバーを強化するために一つまみの果実精を加える。
オーク樽中では3週間にわたって（おそらくノイリー・プラット特有の）マセレーション（浸漬）という工程が行われる。
ここでは毎日20種類のハーブとスパイスが加えられる。添加物はカモミール、ビターオレンジの果皮、ナツメグ、セントーリー、コリアンダー、クローブを含んでいるが、全容は企業秘密とされている。
さらに6週間寝かせ出荷準備のできた製品は、タンカーでマルセイユに送られマルティーニ・エ・ロッシ社により瓶詰・出荷される。

## 亜種
生産されるノイリー・プラットのほとんどは、世界中で有名な透明のドライ・ベルモットであるが、その他に2種類の亜種が存在する。
レッドノイリー・プラット
通常のノイリー・プラットと同じような製造工程で作られるが、およそ30種類のハーブ・スパイスが追加され、液色は深紅となる。フランスではノイリー・プラット直営店でのみ購入できる。
アンバーノイリー・プラット
マルセイユのノイリー・プラット直営店でのみ購入できる。液色は琥珀色。

## カクテル
ノイリー・プラットはそのまま飲むことも多いが、カクテルの材料としてもよく使用される。
最も良く知られたカクテルは、ノイリープラット 1/3とジン 2/3 で作られるマティーニである。ただしこの混合比は好みによって調整される。

## 料理
ノイリー・プラットは、特に魚向けのソースに利用される。
BBCの料理番組「フレンチ・オデッセイ」(French Odyssey)において、プレゼンターでシェフのリック・スタイン（Rick Stein）はノイリー・プラットを「ラングドックのもたらした真の風味」と称し，「魚料理のソースとして数多の白ワインを試してみたが、ノイリー・プラットが最良であるとの結論に達した。実際、赤ワインのソースと違って、白ワインの良し悪しはソースの完成度にほとんど影響はないのだが、ノイリー・プラットの持つプロヴァンスのハーブ、スパイスの風味は風味づけに良い」と語っている。

## 見学
ノイリー・プラットのワイン・セラーは一年を通して公開されており、わずかな入場料で見学することができる。
訪問者は、ツアーガイドによる製造工程の説明や、上記の三種類のノイリー・プラットの試飲などが体験できる。
年間8万人を超える観光客が訪れており、観光名所となっている。

## その他
作家T・S・エリオットは飼い猫に「ノイリー・プラット」と名付けていた。

## 参照
1. ↑  Rick Stein, French Odyssey, Programme 9, BBC

## 情報源
- Green Guide: Languedoc, Rousillon, Tarn Gorges Michelin & Cie (1998), p 337 ISBN 2-06-136602-3

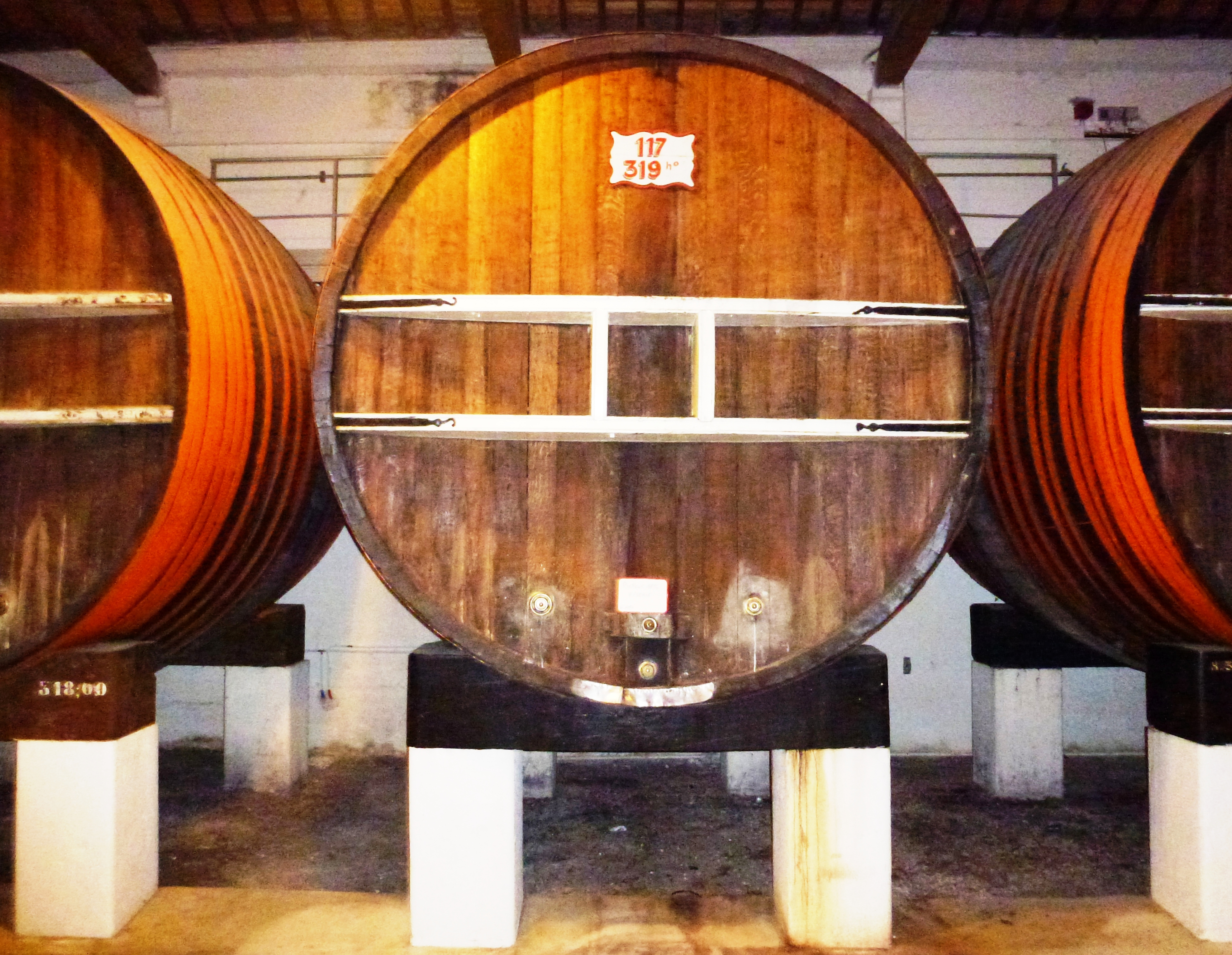
Barrels for maturing the wine

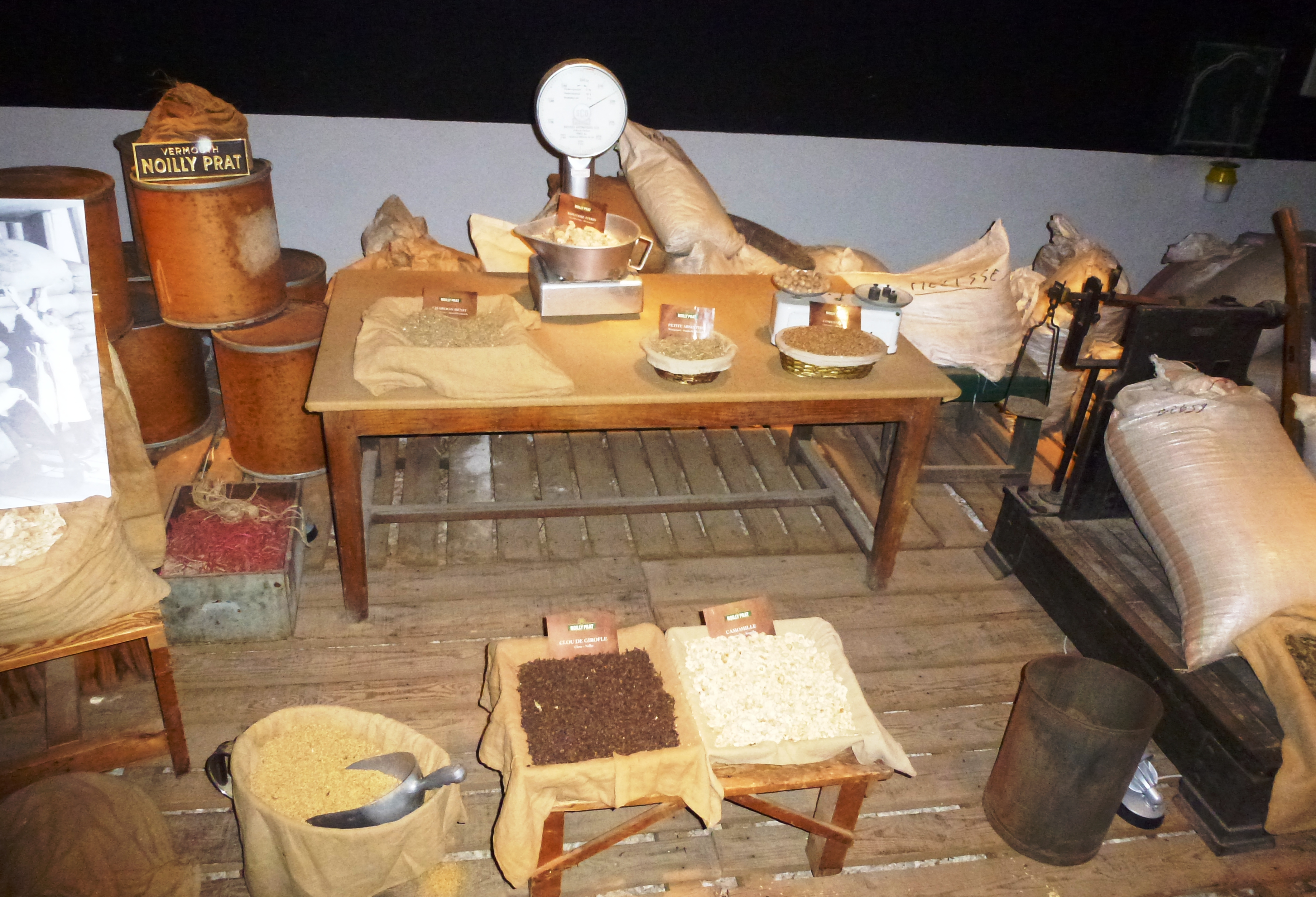
Herbes workshop

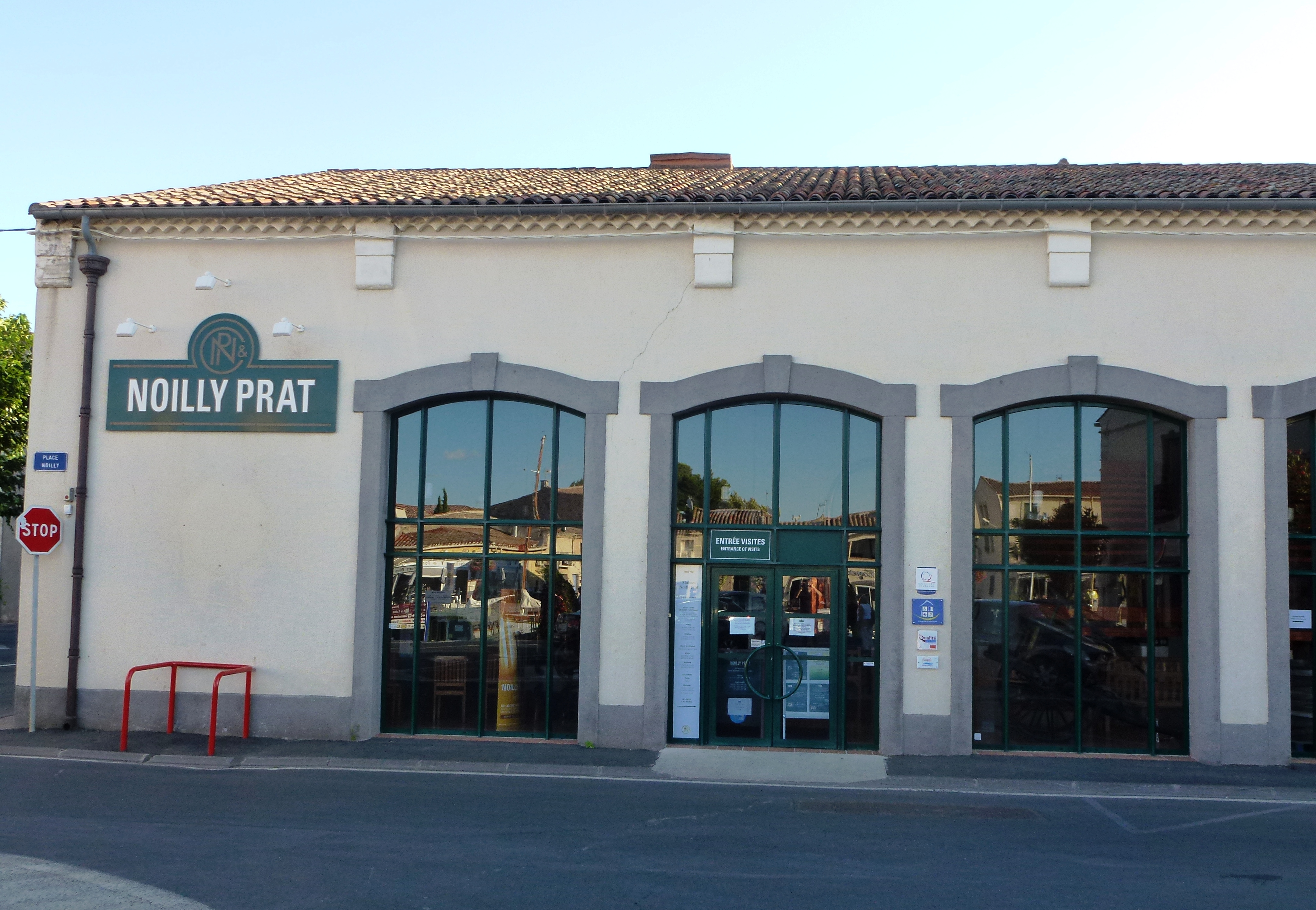
Production in Marseillan